# Pteropus speciosus
La volpe volante grigia delle Filippine (Pteropus speciosus Andersen, 1908) è un pipistrello appartenente alla famiglia degli Pteropodidi, endemico di alcune isole dell'Arcipelago delle Filippine, delle Isole Talaud e di alcune isole nel Mar di Giava, Indonesia .

## Descrizione

### Dimensioni
Pipistrello di medie dimensioni, con la lunghezza della testa e del corpo fino a 205 mm, la lunghezza dell'avambraccio tra 115 e 124 mm, la lunghezza della tibia tra 52 e 56 mm, la lunghezza delle orecchie tra 25 e 26 mm e un peso fino a 177 g.

### Aspetto
La pelliccia è corta. Le parti dorsali sono nerastre e densamente cosparse di peli grigiastri mentre le parti ventrali sono fulve. Il mantello è color nocciola mentre la nuca è più chiara. La testa è nerastra. È presente una fase melanica. Il muso è lungo e affusolato, gli occhi sono grandi. Le orecchie sono di dimensioni moderate ed arrotondate. Le membrane alari variano dal marrone scuro al nero ed attaccate vicino alla spina dorsale. La tibia è priva di peli. È privo di coda, mentre l'uropatagio è ridotto ad una sottile membrana che si estende lungo la parte interna degli arti inferiori. Il calcar è ben sviluppato.

## Biologia

### Comportamento
Si rifugia su Palme da cocco in colonie numerose.

### Alimentazione
Si nutre di frutta.

## Distribuzione e habitat
Questa specie è diffusa nelle Filippine: Malanipa, Sibutu, Mindanao meridionale, Sanga-sanga, Basilan, Tandubas; Isole Talaud: Karakelong; Isole del Mar di Giava: Pulau Masalembo Besar, Pulau Matasiri.
Vive nelle foreste di pianura fino a 800 metri di altitudine.

## Tassonomia
In accordo alla suddivisione del genere Pteropus effettuata da Andersen, P. speciosus è stato inserito nello P. hypomelanus species Group, insieme a P. hypomelanus stesso, P. howensis, P. griseus, P. admiralitatum, P. ornatus, P. dasymallus, P. faunulus, P. brunneus e P. subniger. Tale appartenenza si basa sulle caratteristiche di avere il cranio tipicamente pteropino e sulla presenza di un ripiano basale nei premolari.
Altre specie simpatriche dello stesso genere: P. pumilus e P. hypomelanus.

## Conservazione
La IUCN Red List, poiché c'è ancora incertezza sulla sua validità come specie, sulla mancanza di informazioni circa la sua distribuzione e sul proprio habitat, classifica P. speciosus come specie con dati insufficienti (DD).